# Federico Kuntze
Federico Kuntze (Taranto, 24 febbraio 1905 – 28 dicembre 1969) è stato un politico italiano.

## Biografia
Laureato in giurisprudenza, magistrato. 
Esponente pugliese del PCI, fu deputato nella III legislatura (dal 1958 al 1963) e poi senatore nella IV, restando in carica dal 1963 al 1968.
Muore il 28 dicembre 1969, all'età di 64 anni.